# Harriet Laurey
Harriet (of Harriët) Laurey (Eindhoven, 20 december 1924 – Lage Mierde, 25 juli 2004) was een Nederlandse kinderboekenschrijfster en dichteres.

## Biografie
Harriet Laurey werd in 1924 in Eindhoven geboren en is vooral bekend geworden als schrijfster en vertaalster van sprookjesachtige kinderboeken voor veelal jonge kinderen. Ruim tachtig titels heeft zij op haar naam staan, waarvan Sinterklaas en de struikrovers (1958) en Verhalen van de spinnende kater (1969) werden bekroond als Kinderboek van het jaar. Haar schrijftalent werd al ontdekt en gestimuleerd door Gerard Knuvelder, haar leraar Nederlands op het Catharinalyceum. Aansluitend volgde zij een opleiding tot secretaresse. Als zodanig werkte zij eerst in Eindhoven en later in Amsterdam, tot zij in 1955 trouwde met de journalist Ton Neelissen. Vanaf dat moment woonde zij in Haarlem. Laurey werd huisvrouw en moeder van twee kinderen en omschreef zichzelf als "een zondagsschrijfster" – maar dan wel een erg productieve.
Als dichteres debuteerde Laurey in 1945 met het gedicht Laatste gebed in De Nieuwe Eeuw.
Laurey's eerste eigen bundel, Loreley, verscheen in 1952 en had als autobiografisch hoofdthema het verlies van een grote liefde. Loreley was nummer twintig in de poëziereeks De Windroos van Uitgeverij Holland in Amsterdam. Net als de bundel Oorbellen (Amsterdam: Holland, 1954), met liefdesgedichten in kwatrijnvorm, vond dit werk veel bijval bij een groot publiek. Nog in 1971 schreef een recensente in De Telegraaf (21 oktober) dat zij de bundel Oorbellen "al vijftien jaar lang tot de beste Nederlandse liefdespoëzie" rekende. In hetzelfde jaar dat de bundel Oorbellen verscheen, dus in 1954, ontving Harriet Laurey de literaire prijs van de Groot-Kempische Cultuurdagen in Hilvarenbeek.
Toch liep het veelbelovende dichterschap van Harriet Laurey hiermee naar zijn einde. Zij vond in de journalist Ton Neelissen een nieuwe liefde met wie zij in 1955 in het huwelijk trad. In datzelfde jaar publiceerden zij samen nog een bundel Onder de roos. Het zou de laatste zijn, de dichteres werd kinderboekenschrijfster.